# Alois Hrášek
Alois Hrášek (25. dubna 1906 Praha – 1958 Praha) byl český a československý sportovní plavec účastník olympijských her 1920.
Plavat se učil na vyšehradské plovárně pod dohledem plavčíka Františka Mejzlíka. Již ve svých 12 letech startoval na populárním distančním závodě Napříč Prahou v dresu SK Slavia Praha. Od roku 1919 byl členem nově vzniklého plaveckého oddílu při ČKS Vyšehrad 1907.
V roce 1920 startoval ve 14 letech na olympijských hrách v Antverpách, kde na 400 m a 1500 m volný způsob nepostoupil z rozplaveb. Byl popularizátorem plaveckého stylu kraul (česky mu říkali „sáhovky“) v Československu, jehož tehdejší trend (dretcher) odkoukal od amerických plavců na olympijských hrách.
Od dvacátých let dvacátého století se datovala jeho rivalita s podolským plavcem Václavem Antošem. V roce 1923 se krátce sešli v jednom klubu, když z finančních důvodů fúzovali plavecké oddíly SK Podolí a ČKS Vyšehrad 1907. Jeden z posledních vzájemných soubojů s Antošem se datuje do druhé poloviny čtyřicátých let dvacátého století.
V květnu 1924 před letní sezonou přestoupil do AC Sparta Praha. Na olympijské hry v Paříži se však nekvalifikoval. Od roku 1925 se věnoval výhradně distančním závodům (dálkové plavání).

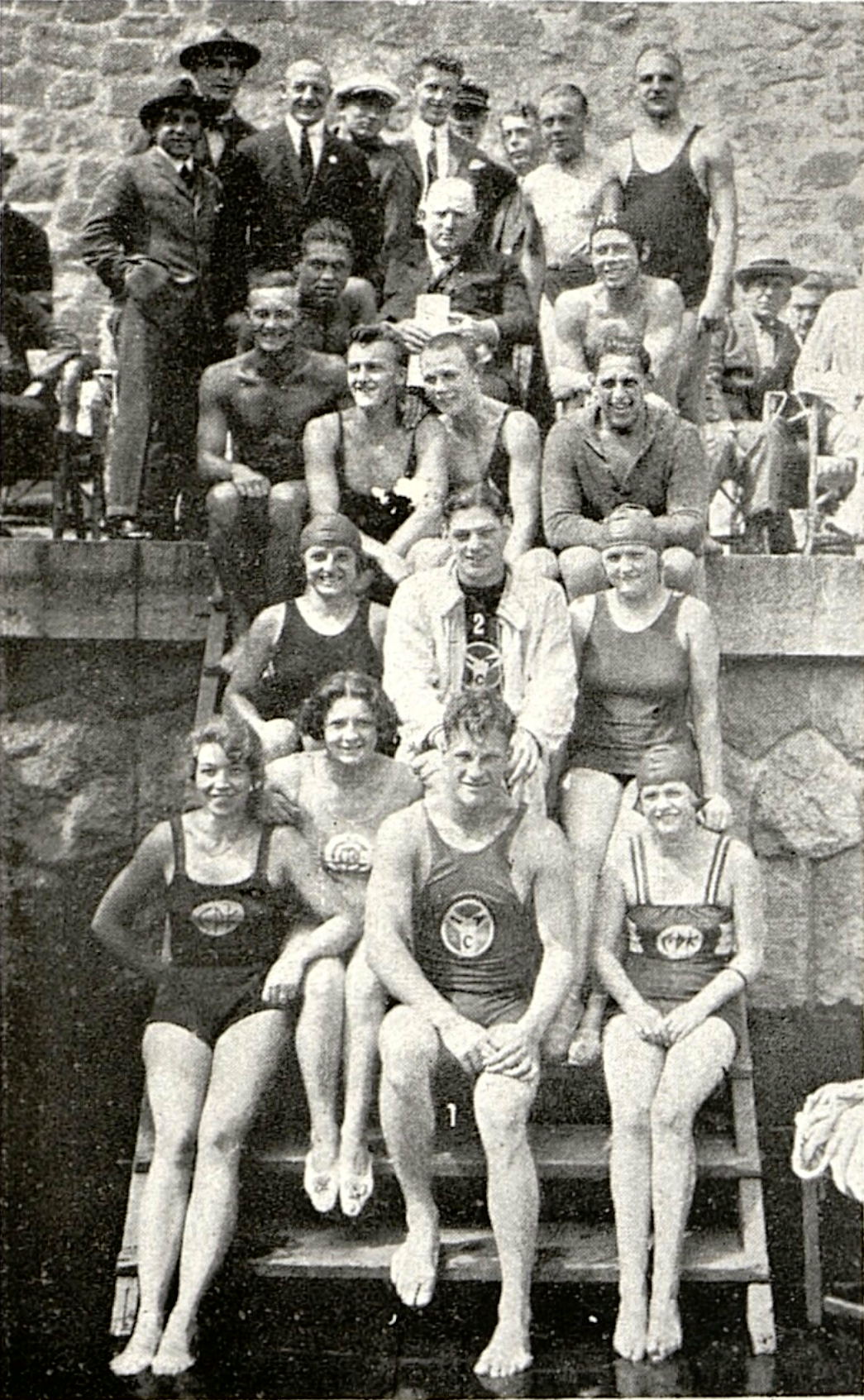
Alois Hrášek v roce 1924 na společné fotografii s olympijským vítězem Johnny Weissmüllerem, vedle Hráška jeho sportovní rival Václav Antoš (třetí řada)
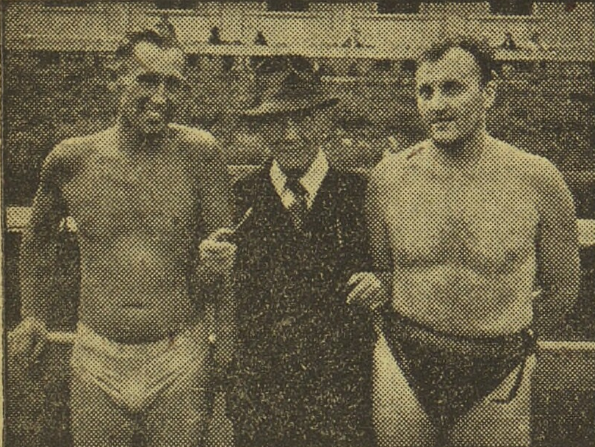
Alois Hrášek a Václav Antoš na závodech v roce 1946